# Cerastis obsoleta
Cerastis obsoleta là một loài bướm đêm trong họ Noctuidae.